# Christa Hojer
Christa Hojer (* 23. Dezember 1931 in Königsberg) ist eine deutsche Diplom-Medizinpädagogin und ehemalige Parteifunktionärin der CDU in der DDR. Von 1963 bis 1990 war sie für ihre Partei Abgeordnete der Volkskammer.

## Beruflicher Werdegang
Hojer wurde als Tochter eines Angestellten 1931 im ostpreußischen Königsberg geboren. Nach der Flucht aus Ostpreußen infolge des Zweiten Weltkrieges ließ sich ihre Familie in der Sowjetischen Besatzungszone nieder. Nachdem Hojer die Grund- und Oberschule besucht hatte, absolvierte sie von 1948 bis 1950 die damals noch so genannte Städtische Mädchen-Berufs- und Berufsfachschule in Erfurt, in der in Hauswirtschaft, aber auch zunehmend in der Krankenpflege unterrichtet wurde. 
 1952 kehrte Hojer, wohl nach einer Elternzeit, als Wirtschaftsleiterin an die mittlerweile in Gewerbliche Berufsschule umbenannte Bildungseinrichtung zurück. An der Berufsschule wurden nunmehr vornehmlich medizinische Berufe ausgebildet. Bis 1954 fungierte Hojer als Wirtschaftsleiterin, anschließend zunächst bis 1958 als Lehrausbilderin. Im selben Jahr absolvierte sie am neu gegründeten Lehrmeister-Institut in Aschersleben einen Lehrgang zur Lehrmeisterin und bestand abschließend auch die Prüfung zur Lehrmeisterin. 1957 war die Berufsschule mittlerweile in die Betriebsberufsschule an der Medizinischen Akademie Erfurt umgewidmet worden. 
Von 1959 bis 1961 absolvierte Hojer anschließend an der Medizinischen Akademie in Erfurt eine Ausbildung zur Krankenschwester. Daran schloss sich von 1963 bis 1964 ein Studium am Institut für Weiterbildung mittlerer medizinischer Fachkräfte in Potsdam an, welches Hojer mit der 1. Lehrerprüfung abschloss. Bis 1968 wirkte sie nun als Lehrkraft an der mittlerweile in Medizinische Schule der Medizinischen Akademie Erfurt umbenannten Einrichtung. Anschließend absolvierte Hojer von 1968 bis 1970 zunächst berufsbegleitend ein Zusatzstudium an der Pädagogischen Hochschule Erfurt, welches sie mit der 2. Lehrerprüfung beendete. Danach wechselte sie an die HUB, wo sie zeitweilig berufsbegleitend von 1971 bis 1976 ein Studium zur Diplom Medizin-Pädagogin absolvierte. Während dieser Studienzeit war Hojer als Fachlehrerin für Gesundheitsschutz und Instrukteurin für Sport und Kultur an der Medizinischen Schule tätig. Von 1974 bis 1982 fungierte sie darüber hinaus als stellvertretende Direktorin der Medizinischen Fachschule beim Rat der Stadt Erfurt. Anschließend wechselte Hojer, wohl auch aus privaten Gründen an die Berliner Außenstelle des Instituts für Weiterbildung mittlerer medizinischer Fachkräfte (IfW) mit Sitz in Potsdam, wo sie als wissenschaftlich-pädagogische Mitarbeiterin fortan bis zur Abwicklung des Instituts Ende 1990 tätig war. Das Institut war eine dem Ministerium für Gesundheitswesen der DDR unterstellte Einrichtung, der die Aus- und Weiterbildung von Lehrkräften an medizinischen Fach- und Betriebsschulen oblag. Im Bereich der Ausbildung war es DDR-weit für die Entwicklung und Präzisierung von medizinischen Berufsbildern, Ausbildungsunterlagen sowie von Lehrbüchern, Lehrmitteln und Unterrichtshilfen zuständig.

## Politischer Werdegang
Hojer trat 1949 bereits im Alter von 17 Jahren in die Jugendorganisation FDJ ein. 1951 wurde sie Mitglied der Blockpartei CDU. Zwischen 1953 und 1955 übernahm sie erste Parteifunktionen in der Stadt und im Kreis Erfurt. Zwischen 1957 und 1961 vertrat sie die CDU als Stadtverordnete in der Erfurter Stadtverordnetenversammlung. Parallel dazu engagierte sich Hojer auch in der FDJ. Ab 1956 gehörte sie für einige Jahre der FDJ-Hochschulgruppenleitung der Medizinischen Akademie Erfurt an. Parallel dazu war sie von 1956 bis 1961 als CDU-Vertreterin Mitglied der FDJ-Bezirksleitung Erfurt. 1959 wurde sie auf dem VI. Parlament der FDJ als CDU-Mitglied in den Zentralrat der FDJ gewählt, dem sie bis 1963 angehörte. Der Jugendorganisation langsam entwachsen, widmete sich Hojer ab 1963 auch wieder Parteiämtern. Zu den Volkskammerwahlen 1963 kandidierte sie erstmals für die CDU und wurde fortan bis zu den Volkskammerwahlen 1986 als Abgeordnete wiedergewählt. Ihre Abgeordnetentätigkeit endete mit der 9. Wahlperiode im März 1990. Von 1966 bis 1972 gehörte Hojer dem CDU-Bezirksvorstand Erfurt an. Nach ihrem Wechsel nach Berlin wurde Hojer auf dem 15. Parteitag der CDU im Oktober 1982 in Dresden erstmals als Mitglied in den CDU-Hauptvorstand gewählt. In dieser Funktion wurde sie auf dem 16. CDU-Parteitag im Oktober 1987 erneut bestätigt. Auf dem Sonderparteitag der CDU im Dezember 1989 stellte sich Waldmann-Hojer nicht mehr zur Wahl. 1985 übernahm sie zudem für einige Jahre die Leitung der Berliner CDU-Ortsgruppe Fennpfuhl. Auf dem X. Kongress des DRK der DDR im April 1987 wurde Hojer für einige Zeit als Mitglied des Büros des DRK-Präsidiums gewählt.

## Ehrungen
- 1975 Vaterländischer Verdienstorden in Bronze[2]
- 1982 Banner der Arbeit Stufe II[3]
- 1988 Otto-Nuschke-Ehrenzeichen in Gold[4]